# Caneva
Caneva es una localidad y comune italiana de la provincia de Pordenone, región de Friuli-Venecia Julia, con 6.559 habitantes.

## Evolución demográfica
| Gráfica de evolución demográfica de Caneva entre 1861 y 2001 |
|                                                              |
| Fuente ISTAT - elaboración gráfica de Wikipedia              |